# Стычка у Крааипана
Стычка у Крааипана (африк. Slag van Kraaipan) — первое военное столкновение Англо-бурской войны 1899—1902 гг., которое произошло в ночь с 12 на 13 октября 1899 года у железнодорожной станции Крааипан.
В начале англо-бурской войны Крааипан был небольшой ж/д станцией на главной линии между Кимберли и Мафекингом.
12 октября 1899 года Республика Трансвааль и Оранжевое Свободное Государство объявили войну Британской империи. 
В ночь с 12 на 13 октября вооружённые коммандо буров под командованием Де ла Рея, численностью 800 человек, из Почефструма и Лихтенбурга, достигли станции в Крааипане на ж/д линии Фрейбург — Мафекинг и обнаружили, что английские аванпосты в этом месте отступили, увидев приближение противника. Де ла Рей, ожидая прибытия Ван дер Мерве, разрушил железную дорогу, идущую на юг в Кимберли, и перерезал телеграфные провода.
Утром 13 октября разведчики Де ла Рея обнаружили британский бронепоезд «Москит», шедший с юга в сторону железнодорожного вокзала. Этот мобильный форт состоял из паровоза и двух грузовых платформ, обшитых пуленепробиваемой броней, и был вооружен «Максимом» и двумя горными орудиями. Командир бронепоезда, очевидно, не знал о повреждениях, нанесенных железнодорожным путям. Паровоз и вагоны опрокинулись, достигнув места схода с рельсов. Британцы попытались поставить состав на рельсы, но были обстреляны бурами ружейным огнем. Англичане, однако, стали использовать свои горные орудия и «Максим» и тем самым держать Де ла Рея на почтительном расстоянии в течение ночи. Утром прибыл капитан Ван дер Мерве с пушкой, из которой по бронепоезду открыли огонь. Был поднят белый флаг, и англичане сдались. Среди трофеев были обнаружены пули дум-дум.
Этот инцидент прославил Де ла Рея, но ухудшил его отношения с Кронье, который послал войска для помощи в осаде Кимберли.